# Ниццола, Марчелло
Марчелло Ниццола (итал. Marcello Nizzola; 17 февраля 1900, Генуя, Италия — 22 февраля 1947, Генуя, Италия) — итальянский борец греко-римского и вольного стилей, серебряный призёр Олимпийских игр, бронзовый призёр чемпионата Европы по греко-римской борьбе, чемпион Европы по вольной борьбе. Отец Гарибальдо Ниццолы, серебряного призёра чемпионата мира 1951 года по вольной борьбе, участника четырёх олимпиад

## Биография
В 1920-е уже считался одним из самых сильных итальянских борцов, но на международном уровне не выступал, оставаясь в тени Джованни Гоцци. Дебютировал на международной арене в 1931 году и завоевал бронзовую медаль чемпионата Европы по греко-римской борьбе.
На Летних Олимпийских играх 1932 года в Лос-Анджелесе боролся в весовой категории до 56 килограммов (легчайший вес). По регламенту турнира борец получал в схватках штрафные баллы. Набравший 5 штрафных баллов спортсмен выбывал из турнира. В легчайшем весе борьбу вели 7 борцов.
Несмотря на поражение в четвёртом круге от Луи Франсуа получил право на схватку за золотую медаль: хоть француз и победил Ниццолу, но набрал 5 штрафных баллов и выбыл из турнира. Ниццола же остался с четырьмя и в связи с этим продолжил борьбу. В схватке с немцем Якобом Бренделем тоже проиграл, завоевав серебряную медаль. Ниццола остался недовольным решением судей и в раздевалке напал на Якоба Бренделя с ножом. Серьёзные последствия предотвратили прибывшие полицейские.
| Выступление на Олимпийских играх 1932 года | Выступление на Олимпийских играх 1932 года | Выступление на Олимпийских играх 1932 года | Выступление на Олимпийских играх 1932 года | Выступление на Олимпийских играх 1932 года | Выступление на Олимпийских играх 1932 года | Выступление на Олимпийских играх 1932 года |
| Круг                                       | Соперник                                   | Страна                                     | Результат                                  | Баллы                                      | Всего баллов                               | Время схватки                              |
| ------------------------------------------ | ------------------------------------------ | ------------------------------------------ | ------------------------------------------ | ------------------------------------------ | ------------------------------------------ | ------------------------------------------ |
| 1                                          | Ласло Секфю                                | Венгрия                                    | Победа Туше                                | 0                                          | 0                                          | 17:44                                      |
| 2                                          |                                            |                                            |                                            | 0                                          | 0                                          |                                            |
| 3                                          | Георгиос Зервинис                          | Греция                                     | Победа По очкам                            | -1                                         | -1                                         |                                            |
| 4                                          | Луи Франсуа                                | Франция                                    | Поражение По очкам                         | -3                                         | -4                                         |                                            |
| 4                                          | Якоб Брендель                              | Германия                                   | Поражение По очкам                         |                                            |                                            |                                            |

После игр сосредоточился на выступлениях по вольной борьбе. В 1934 году наград не получил, а в 1935 году завоевал звание чемпиона Европы. Принимал также участие в чемпионатах Европы 1936 и 1937 годов, но безуспешно.
На Летних Олимпийских играх 1936 года в Берлине боролся в соревнованиях по вольной борьбе в категории до 56 килограммов (легчайший вес); титул оспаривали 14 человек. Турнир проводился по прежним правилам с начислением штрафных баллов.
Ниццола, чисто победив в первой встрече, две другие проиграл, и набрав 5 штрафных баллов из турнира выбыл.
| Выступление на Олимпийских играх 1936 года | Выступление на Олимпийских играх 1936 года | Выступление на Олимпийских играх 1936 года | Выступление на Олимпийских играх 1936 года | Выступление на Олимпийских играх 1936 года | Выступление на Олимпийских играх 1936 года | Выступление на Олимпийских играх 1936 года |
| Круг                                       | Соперник                                   | Страна                                     | Результат                                  | Баллы                                      | Всего баллов                               | Время схватки                              |
| ------------------------------------------ | ------------------------------------------ | ------------------------------------------ | ------------------------------------------ | ------------------------------------------ | ------------------------------------------ | ------------------------------------------ |
| 1                                          | Антонин Нич                                | Чехословакия                               | Победа Туше                                | 0                                          | 0                                          | 5:30                                       |
| 2                                          | Эдён Зомбори                               | Венгрия                                    | Поражение По очкам                         | 2-1 −2                                     | -2                                         |                                            |
| 3                                          | Аатос Яскари                               | Финляндия                                  | Поражение По очкам                         | 3-0 −3                                     | -5                                         |                                            |

22 февраля 1947 года был убит на пути домой в Генуе. Убийство связывают с политическими причинами, хотя тому нет твёрдых доказательств.